# The Impulse! Albums: Volume 2
The Impulse! Albums: Volume 2 è un box set comprendente album registrati dal musicista jazz John Coltrane per l'etichetta discografica Impulse! Records tra il 1963 e il 1964.

## Descrizione
Il box set si presenta in una scatola quadrata di colore nero, dentro la quale sono presenti i vari CD senza aggiunta di alcuna bonus track.
I CD sono contenuti in una custodia che riproduce in scala nei minimi particolari la stessa custodia dei corrispondenti dischi in vinile.

## Elenco dischi
- John Coltrane and Johnny Hartman (1963)
- Impressions (1963)
- Coltrane Live at Birdland (1963)
- Crescent (1964)
- A Love Supreme (1964)